# Surface (telessérie)
Surface (originalmente titulada Fathom) .é uma série de ficção científica americana criada por Jonas e Josh Pate , que estreou na NBC em 19 de setembro de 2005. A série foi ao ar  com 10 episódios antes de entrar em hiato em 28 de novembro de 2005. Ela voltou para mais cinco episódios em 2 de janeiro, 2006, e encerrou sua exibição  em 6 de fevereiro.
Em 15 de maio de 2006, a NBC anunciou oficialmente que a série havia sido cancelada após uma temporada.

## Sinopse

### Visão geral
Durante um mergulho submersível de rotina no Oceano Pacífico Norte, a oceanógrafa da Califórnia Laura Daughtery  é atacada por uma forma de vida desconhecida que surge de um campo de crateras no fundo do oceano. Miles Barnett  um adolescente de 14 anos da Carolina do Norte, encontra-se cara a cara com a estranha criatura marinha após cair de sua prancha de wakeboard durante um passeio noturno com seus amigos. Enquanto isso, Richard Connelly enquanto , um homem da Louisiana em uma viagem de pesca, perde seu irmão em um acidente de mergulho suspeito quando uma criatura o arrasta para as profundezas do Golfo do México .
Em todo o mundo, coisas estranhas estão ocorrendo nos oceanos do mundo. Estrelas cadentes caem do céu noturno no Mar do Caribe ; um uivo terrível destrói um farol sul-africano . Na Carolina do Sul , uma carcaça desconhecida aparece em uma praia pública, levando o governo a evacuar e isolar a área, alegando que é uma baleia encalhada morta por envenenamento pela maré vermelha .
Enquanto isso, a pesquisa de Daughtery é apreendida por oficiais do governo liderados por um misterioso cientista croata , Dr. Aleksander Cirko  depois de tentar confrontá-los, ela é despedida. Curioso para saber o que viu, Miles se aventura de volta à área onde viu a criatura pela primeira vez, apenas para encontrar a água coberta por estranhos frutos que ele classificou como "ovos"; ele leva um para casa e coloca no aquário de seus pais. Incapaz de lidar com o desaparecimento de seu irmão, Connely se aventura na Carolina do Sul para ver a criatura por si mesmo. Connelly encontra Daughtery na chegada, depois que os dois são levados sob custódia devido a muitas perguntas. Quando os peixes do tanque de Miles desaparecem e o tanque se quebra, Miles descobre que algo eclodiu do ovo; ele tenta esconder, mas escapa e causa estragos na festa na piscina de sua irmã. Daughtery e Connelly vão para a praia e trazem um peixe - bruxaque tinha se alimentado da carcaça. Cada um retorna para sua casa e Daughtery envia o conteúdo do estômago do peixe para ser testado. Enquanto eles esperam pelos resultados, relatos de criaturas estranhas encalhando ao redor do mundo começam a surgir. Esses três estranhos podem ter descoberto o maior segredo da história humana.

### Desenvolvimento
A criatura que eclodiu do "ovo" que Miles encontrou parece ser uma espécie de lagarto aquático com pés em forma de teia, possivelmente um Pliossauro (mais tarde provou-se que era falso, à medida que o show avança para revelar a origem da espécie). Ele tem a capacidade de acertar objetos com uma carga elétrica e curar instantaneamente. O amigo de Miles, Phil, chama a criatura de Nimrod , abreviado para "Nim".
O Dr. Cirko descobre as origens da criatura, mas é assassinado antes que possa contar a alguém. Seu assistente entrega sua pesquisa a Daughtery, que já se associou a Connelly.

### Final
Nos episódios restantes, descobrimos que o agente Lee é na verdade um clone de um dos homens da expedição Kessler original. Depois que algumas das outras criaturas jovens o atacam, Miles desenvolve algumas das habilidades das criaturas - surtos elétricos e uma necessidade de excesso de sal (bem como alguma forma de comunicação com as criaturas), devido a Nim curá-lo lambendo suas mordidas e arranhões. No final da série, as atividades das criaturas no fundo do mar causam um grande terremoto que se transforma em um tsunami que destrói Porto Rico e se dirige para a costa leste. Rich descobre uma versão criogênica da Arca de Noé na planta Iderdex. Além disso, havia dezenas de monotrilhos sendo enviados para oMariana Trench . A série termina com Miles finalmente encontrando Laura e Rich durante a evacuação. A última foto é de Miles, Laura, Rich e Caitlin olhando para fora da torre da igreja que eles escalaram para escapar das ondas e ver como o tsunami colocou Wilmington, NC debaixo d'água.

## Elenco
| Ator                | Papel                | Nota                       |
| ------------------- | -------------------- | -------------------------- |
| Lake Bell           | Laura Daughtery      | Biologista marinha         |
| Jay R. Ferguson     | Richard Connelly     | Regulador de revindicações |
| Carter Jenkins      | Miles Barnett        | Estudante                  |
| Ian Anthony Dale    | Davis Lee            | Governador                 |
| Rade Šerbedžija     | Dr. Aleksander Cirko | Biologista evolucionária   |
| Leighton Meester    | Savannah Barnett     | Irmã de Mile               |
| Eddie Hassell       | Phil Nance           | Melhor amigo de Mile       |
| Linsey Godfrey      | Caitlin Blum         | Namorada de Mile           |
| Kelly Collins Lintz | Tracy Connelly       | Esposa de Rich             |
| Eric Ladin          | George Connelly      | Rich                       |
| Ric Reitz           | Ron Barnett          | Pai de Mile                |
| Louanne Cooper      | Sylvia Barnett       | Mãe de Mile                |
| Bobby Coleman       | Jesse                | Filho de Laura             |
| Noah Michael Levine | Bret Scher           | Produtor de TV             |
| Connor Ross         | Zack                 | Amigo de Mile              |
| Daniel Newman       | Greg                 | Namorado de Savannah       |

## Recepção da crítica
Surface teve recepção mista por parte da crítica especializada. Com base de 23 avaliações profissionais, alcançou uma pontuação de 39% no Metacritic. Por votos dos usuários do site, atinge uma nota de 9.2, usada para avaliar a recepção do público.

## Prêmios
- 2006 - Emmy de melhores efeitos visuais - Indicado[2]